# The Trip to Bountiful
The Trip to Bountiful (en España Regreso a Bountiful y en Argentina En busca de la plenitud) es una película dramática estadounidense dirigida por Peter Masterson y protagonizada por Geraldine Page. Su estreno oficial fue el 25 de diciembre de 1985.

## Argumento
La señora Watts está harta de su rutinaria y aburrida vida. Comparte su departamento con su hijo Ludie y su nuera Jessie. Un día decide salir sin darles aviso y emprende un viaje a su pueblo natal Bountiful, en Utah. En Bountiful conoció al hombre de su vida, se casó y tuvo hijos. Durante el viaje, conoce a una muchacha que se interesa con su vida y con quien emprenderá una nueva amistad.

## Reparto
| Actor               | Personaje                   |
| ------------------- | --------------------------- |
| Geraldine Page      | Sra. Watts                  |
| John Heard          | Ludie Watts                 |
| Carlin Glynn        | Jessie Mae                  |
| Richard Bradford    | Sheriff                     |
| Rebecca De Mornay   | Thelma                      |
| Kevin Cooney        | Roy                         |
| Norman Bennett      | Hombre de 1er boleto de bus |
| Harvey Lewis        | Hombre de 2.º boleto de bus |
| Kirk Sisco          | Agente de boleto de tren    |
| Dave Tanner         | Billy Davis                 |
| Gil Glasgow         | Gerard, maestro de estación |
| Betty Lou Gerson    | Rosella                     |
| Wezz Tildon         | Pasajero de bus             |
| Peggy Ann Byers     | Vecino de gradas abajo      |
| David Romo          | Hombre mexicano             |
| Tony Torn           | Gémelo                      |
| John Torn           | Gémelo                      |
| Alexandra Masterson | Mesero de farmacia          |
| Don Wyse            | Doctor                      |

## Premios
La película fue nominada al Óscar en la categoría de "Mejor Guion Adaptado" sin conseguir el galardón. Finalmente, la actriz Geraldine Page, previamente nominada 3 veces a la categoría de Mejor Actriz y 4 a la categoría de Mejor Actriz de Reparto (sin haber ganado nunca), se levanta para recibir dicho galardón. El presentador del premio F. Murray Abraham aclamó a Page al abrir el sobre con el nombre de la ganadora y describirla como La mejor actriz de habla inglesa
- Premios a Geraldine Page en 1986:
  - Oscar a la mejor actriz
  - Independent Spirit Award por mejor actriz (primera actriz en obtenerlo).
  - Boston Society of Film Critics Award por mejor actriz.